# Palmerton
Palmerton ist ein Borough im Carbon County im US-Bundesstaat Pennsylvania. Das U.S. Census Bureau hat bei der Volkszählung 2020 eine Einwohnerzahl von 5.593 ermittelt.
Von 1898 bis 1980 betrieb die heutige Horsehead Corporation hier eine Zinkschmelze mit hiesiger Kohle und Zink aus dem etwa 100 km entfernten Franklin. Der Name des Ortes, der ca. 40 km nordwestlich von Allentown liegt, wurde 1912 zu Ehren des damaligen Präsidenten der New Jersey Zinc Company, Stephen S. Palmer, bereits bei Stadtgründung verliehen.

## Persönlichkeiten
- Daniel A. Dailey (* 1969), Soldat der US-Army
- Jane Jensen (* 1963), Spieledesignerin
- Mario Kotaska (* 1973), Koch
- Franklin H. Lichtenwalter (1910–1973), Politiker
- Bill Mlkvy (1931–2024), Basketballspieler
- Andrew Pataki (1927–2011), Bischof